# Metalcamp
O Metalcamp é um festival de música realizado anualmente em Tolmin, na Eslovénia, desde 2004.

## Edições

### 2004
(20 e 21 de Agosto)

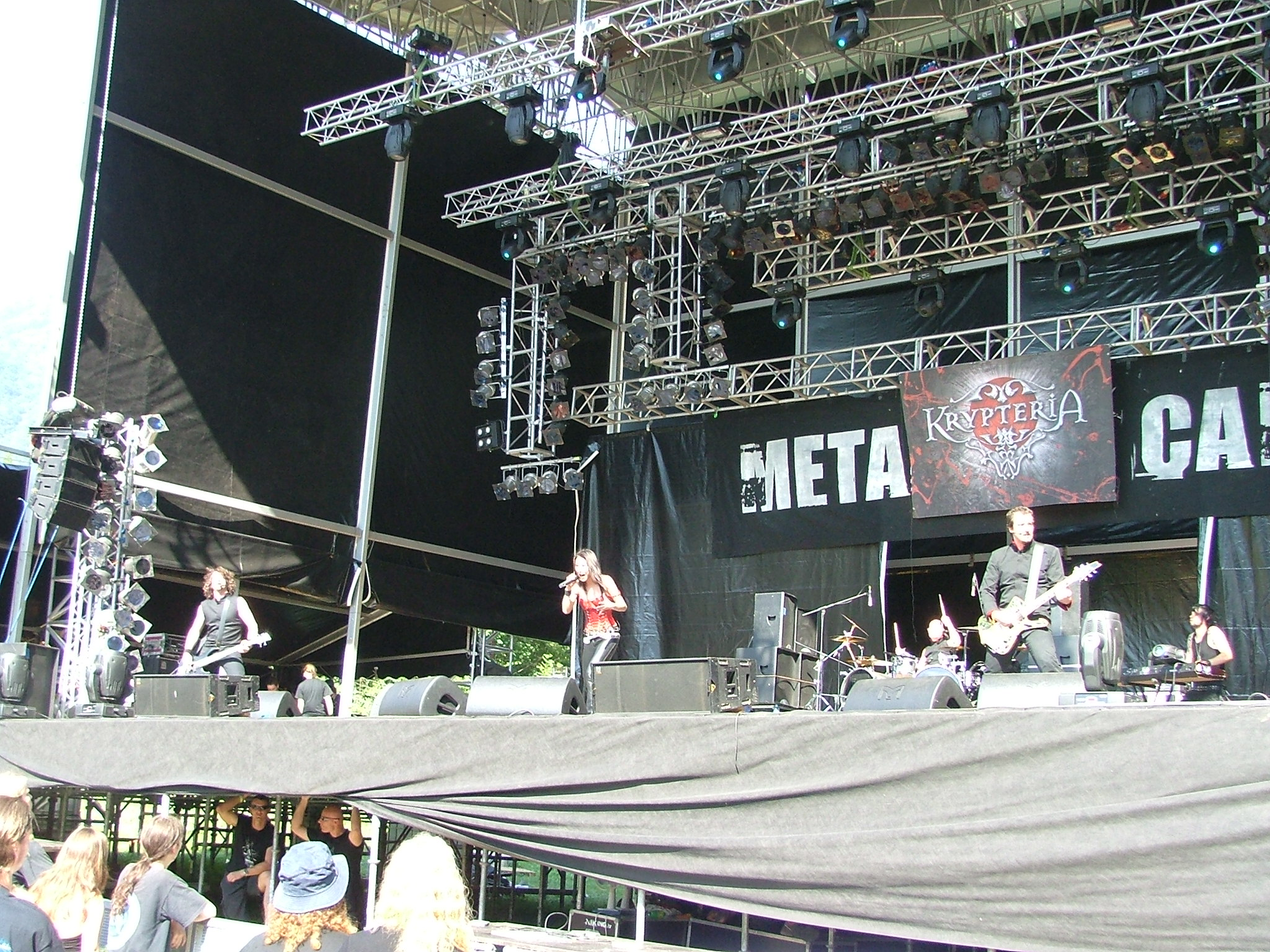
Krypteria, em 2007

Danzig, Apocalyptica, Hypocrisy, Sentenced, Primal Fear, Katatonia, Dew-Scented, Dead Soul Tribe, Fleshcrawl, Mnemic, Prospect, Belphegor, Ancient, Destruction, Brainstorm, Dark Funeral, Vintersorg, Finntroll, Green Carnation, Ektomorf, Noctiferia.

### 2005
(24 a 26 de Junho)
Slayer, HammerFall, Yngwie Malmsteen, In Extremo, Noctiferia, Betzefer, Suidakra, Soulfly, Obituary, J.B.O., Kataklysm, Ektomorf, Morgana Lefay, Graveworm, Hatesphere, Belphegor, Anthrax, Children of Bodom, Therion, Dissection, Disbelief, Exciter, The Duskfall, Reapers, Prospect.

### 2006
(21 a 23 de Julho)
Amon Amarth, Hypocrisy, Jon Oliva's Pain, Nevermore, Deathstars, Decapitated, Scaffold, Dimmu Borgir, Testament, My Dying Bride, Soilwork, Wintersun, Evergrey, Heaven Shall Burn, Excelsis, Opeth, Kreator, Edguy, Kataklysm, Gorefest, Cataract, Mystic Prophecy, Mely

### 2007
(16 a 22 de Julho)

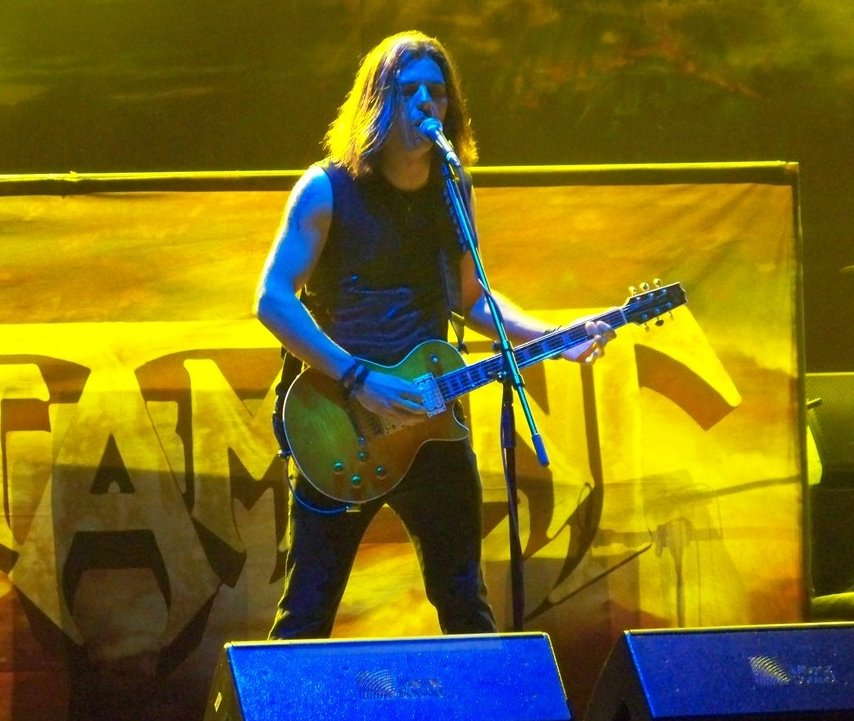
Testament, em 2009

Motörhead, Blind Guardian, Cradle of Filth, Immortal, Hatebreed, Sepultura, Satyricon, Pain, The Exploited, Sodom, Doro, Grave Digger, Threshold, Unleashed, Converge, Dismember, Ensiferum, Die Apokalyptischen Reiter, Dew-Scented, Graveworm, The Vision Bleak, Disillusion, Born from Pain, Krypteria, Eluveitie, Aborted, Vreid, Korpiklaani, Sadist, Full Blown Chaos, Animosity, Prospect, Noctiferia, Eventide, Ars Moriendi, Sardonic, Nervecell, Herfst, Alltheniko.

### 2008
(4 a 8 de Julho)
Meshuggah, Carcass, Amon Amarth, Kataklysm, Behemoth, Tankard, Brainstorm, Rage, Skyforger, Ministry, Wintersun, Iced Earth, Helloween, Mystic Prophecy, Apocalyptica, Mercenary, In Flames, Finntroll, Subway to Sally, Drone, The Sorrow, Gorilla Monsoon, Alestorm, Sahg, Hate, Morbid Angel, Onslaught, Korpiklaani, Evergrey, Opeth, Six Feet Under, October file, In Extremo, S.A. Sanctuary, Exterminator, At the Lake

### 2009
(2 a 8 de Julho)

Palco principal

| Sexta-feira                                                         | Sábado                                                                             | Domingo                                                                                               | Segunda-feira                                                           | Terça-feira                                                                                     |
| ------------------------------------------------------------------- | ---------------------------------------------------------------------------------- | --- | ----------------------------------------------------------------------- | ----------------------------------------------------------------------------------------------- |
| Nightwish Kataklysm Death Angel Keep of Kalessin Alestorm Hackneyed | Belphegor Blind Guardian Testament Satyricon Sodom Suidakra Hollenthon Attica Rage | Dimmu Borgir Deathstars Amon Amarth Lamb Of God Legion of the Damned Sonic Syndicate Graveworm Hatred | Down Hatebreed Dragonforce Napalm Death Destruction Vader Negură Bunget | Kreator Edguy My Dying Bride Die Apokalyptischen Reiter Mystic Prophecy Extrema Sons Of Seasons |

Palco secundário
| Sexta-feira | Sábado                                                                                             | Domingo | Segunda-feira | Terça-feira                                                                                      |
| --- | -------------------------------------------------------------------------------------------------- | --- | --- | ------------------------------------------------------------------------------------------------ |
| Embrio Sufosia Centaurus-a Radwaste Morphyn Always Fallen Sacraea Saturna Atrum Infernum Beneath Dying Skies Mora | Evolve Soziedad Alkoholika Hellsaw Visions of Atlantis Incubus Dreams Myrah Nihilo 4XistenZ Fjaell | Aborted Dark Realm Shadow Cry Omophagia Carach Angren Gonoba Union Sundown Contaminant Just Swallow Embryonic Rude Forefathers | Warbringer All Frail Rejects Mordenom D-Swoon Stormcrow All Remains Insane Disease Illusion Vulvathrone Inmate Locracy | Siege Of Cirrah T.A.N.K. Illune Mosfet Thorns of Ivy Black Curtains A New Dawn Keller Little Ann |

### 2010
(5 a 11 de Julho)

Palco principal

| Terça-feira                                                                                           | Quarta-feira                                                                          | Quinta-feira                                                                               | Sexta-feira                                                                      | Sábado                                                                            | MCF                                                                           |
| --- | ------------------------------------------------------------------------------------- | ------------------------------------------------------------------------------------------ | -------------------------------------------------------------------------------- | --------------------------------------------------------------------------------- | ----------------------------------------------------------------------------- |
| Korpiklaani Soulfly Cannibal Corpse Six Feet Under Nevermore Crowbar Dornenreich Enforcer Lost Dreams | DevilDriver Equilibrium Overkill Leaves' Eyes Arkona Trail of Tears Sadist Vulvatrone | Ex Deo Behemoth Eluveitie The Exploited Epica Decapitated Suicidal Angels Demonical Gonoba | Sabaton Hammerfall Paradise Lost Sonata Arctica Obituary Ensiferum Varg Abstinez | Steelwing Immortal Finntroll Dark Tranquillity Exodus Heidevolk Insomnium D-Swoon | Who Am I Manowar Arch Enemy Kamelot Holyhell Virgin Steel Metalforce Croswind |

Palco secundário
| Segunda-feira                  | Terça-feira | Quarta-feira            | Quinta-feira                 | Sexta-feira                             | Sábado                 |                                                                |
| ------------------------------ | ----------- | ----------------------- | ---------------------------- | --------------------------------------- | ---------------------- | -------------------------------------------------------------- |
| Noctiferia Negligence Bilocate | Metsatöll   | Ashes You Leave Lujuria | Rotting Christ Deströyer 666 | The Devils Blood Omega Lithium Aceldama | Kalmah Enochian Theory | Rude Forefathers Replica Vaalnor Eat your Brains Arsea Agharti |

- Nota: O Magic Circle Festival IV (MCF), organizado pelos Manowar, foi realizado em 2010, juntamente com o Metalcamp.[1]

### 2011
(11 a 17 de Julho)
| Palco principal                                                                               | | |                                                                     | |                                                                        |
| Slayer Brujeria Blind Guardian Amorphis Trollfest The Ocean Kalmah Cold Snap Watain Thaurorod | Death Angel Moonspell Airbourne Milking the Goatmachine Ava Inferi Winterfyllet Bulldozer Avatar Alestorm Vanderbuyst | Arch Enemy Die Apokalyptischen Reiter Mercenary In Extremo In Solitude Abinchova Achren Ritam Nereda Imperium Dekadenz | Deicide Kreator Mastodon Evile Serenity Kylesa Beholder Arkona Hate | Accept Virgin Steel Varg Suicidal Angels October File Powerwolf Heaven Grey Vulture Industries Brezno | Taake Visions Of Atlantis Moonsorrow Brainstorm Wintersun Rising Dream |

### 2012
(5 a 11 de Agosto)